# Placerville
Placerville ist eine Stadt (City) und Sitz der Countyverwaltung (County Seat) im Tal des Südarmes des American Rivers im El Dorado County im Norden des US-Bundesstaats Kalifornien, Vereinigte Staaten. Das U.S. Census Bureau hat bei der Volkszählung 2020 eine Einwohnerzahl von 10.747 ermittelt.

## Geschichte
Der Name des Ortes kommt vom englischen Wort placer für Lagerstätte, insbesondere von Gold. Der Kalifornische Goldrausch begann im Januar 1848 bei Sutter’s Mill beim nahegelegenen Coloma. Placerville wurde schnell zum Knotenpunkt des Geschäftes mit dem Gold und den hoffnungsvollen Goldsuchern. Levi Strauss lebte kurzzeitig in der Stadt und verkaufte Segeltuch für Zelte, bevor er nach San Francisco zog und dort die Levi Strauss & Co. gründete, die 1873 die Jeans patentieren ließ.
1857 wurde der Sitz des ebenfalls nach dem Goldrausch so benannten El Dorado County von Coloma nach Placerville verlegt. Southern Pacific Railroad betrieb bis 1980 eine Eisenbahnlinie von Sacramento, der Hauptstadt Kaliforniens nach Placerville. Der Ort lag auch an der Route des legendären Pony Express von St. Louis nach Sacramento.
Der Ort wurde ursprünglich Dry Diggins genannt, nach dem Abbau von trockenen Sanden, die zum Fluss hinunterbefördert und dort ausgewaschen wurden. Ein späterer Spitzname Hangtown stammt von den vielen Hinrichtungen in den unruhigen Hochzeiten des Goldrausches. Im Stadtbild von Placerville sind einige historische Gebäude erhalten, darunter ein Glockenturm an der Main Street. Die Hangtown’s Gold Bug Park & Mine ist ein Museum und Schaubergwerk für den Gold-Abbau in bergmännischer Manier.

## National Register of Historic Places
Mehrere Bauwerke in Placerville wurden im Laufe der Zeit in das National Register of Historic Places aufgenommen, darunter die Gebäude der John Pearson Soda Works und Fountain-Tallman Soda Works, das Combellack-Blair House, Confidence Hall und die Church of Our Saviour.

## Söhne und Töchter der Stadt
- James Blair (1909–1992), Ruderer
- John Thomas Dunlop (1914–2003), Politiker
- Ava Vincent (* 1975), Pornodarstellerin